# 尼姆罗德·格林伍德
尼姆罗德·格林伍德（英語：Nimrod Greenwood，1929年10月28日—2016年9月9日），澳大利亚男子赛艇运动员。他曾代表澳大利亚参加1952年夏季奥林匹克运动会赛艇比赛，获得男子八人单桨有舵手铜牌。